# Magnicourt
Pour les articles homonymes, voir Magnicourt (homonymie).
Magnicourt est une commune française, située dans le département de l'Aube en région Grand Est.

## Géographie

### Communes limitrophes
|            | Brillecourt     | Aulnay             |
| Verricourt | Magnicourt      | Chalette-sur-Voire |
| Pouy       | Molins-sur-Aube |                    |

### Hydrographie
La commune est dans la région hydrographique « la Seine de sa source au confluent de l'Oise (exclu) » au sein du bassin Seine-Normandie. Elle est drainée par l'Aube, le Ravet et le cours d'eau 01 du Bois Malaquin,.
L'Aube, d'une longueur de 249 km, prend sa source dans la commune d'Auberive et se jette  dans la Seine à Marcilly-sur-Seine, après avoir traversé 82 communes.
Le Ravet, d'une longueur de 16 km, prend sa source dans la commune de Chavanges et se jette  dans la Seine à Brillecourt, après avoir traversé six communes.

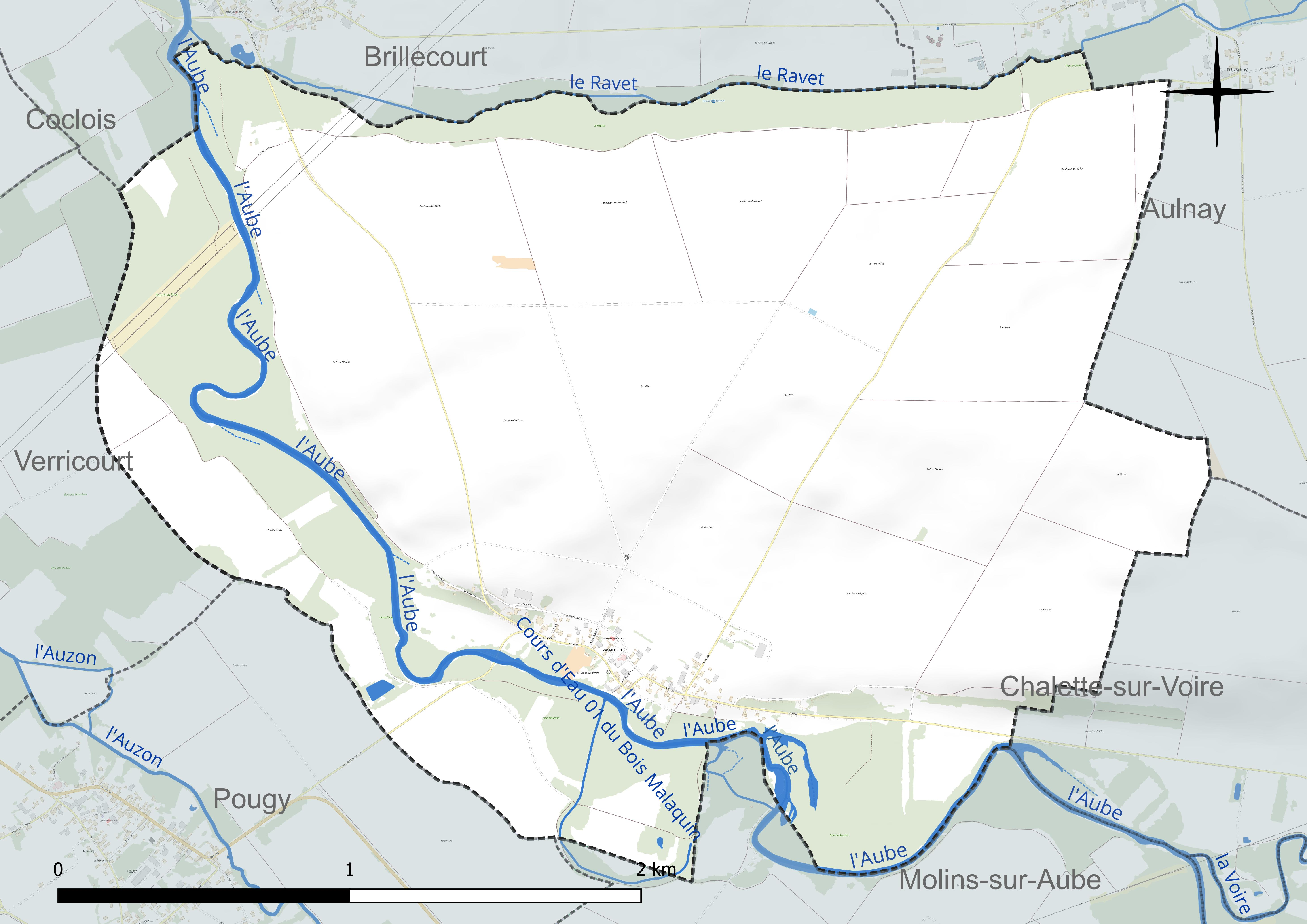
Réseau hydrographique de Magnicourt.

Un plan d'eau complète le réseau hydrographique : le plan d'eau du Bois du Saussis, d'une superficie totale de 0,3 ha (0,2 ha sur la commune),.

### Climat
Pour des articles plus généraux, voir Climat du Grand Est et Climat de l'Aube.
En 2010, le climat de la commune est de type climat océanique dégradé des plaines du Centre et du Nord, selon une étude du Centre national de la recherche scientifique s'appuyant sur une série de données couvrant la période 1971-2000. En 2020, Météo-France publie une typologie des climats de la France métropolitaine dans laquelle la commune est exposée à un climat océanique altéré et est dans une zone de transition entre les régions climatiques « Nord-est du bassin Parisien » et « Lorraine, plateau de Langres, Morvan ».
Pour la période 1971-2000, la température annuelle moyenne est de 10,5 °C, avec une amplitude thermique annuelle de 15,9 °C. Le cumul annuel moyen de précipitations est de 726 mm, avec 12,1 jours de précipitations en janvier et 8,2 jours en juillet. Pour la période 1991-2020, la température moyenne annuelle observée sur la station météorologique de Météo-France la plus proche, « Mathaux-Étape », sur la commune de Mathaux à 11 km à vol d'oiseau, est de 11,5 °C et le cumul annuel moyen de précipitations est de 733,9 mm. 
La température maximale relevée sur cette station est de 41,5 °C, atteinte le 25 juillet 2019 ; la température minimale est de −18 °C, atteinte le 2 janvier 1997,,.
Les paramètres climatiques de la commune ont été estimés pour le milieu du siècle (2041-2070) selon différents scénarios d'émission de gaz à effet de serre à partir des nouvelles projections climatiques de référence DRIAS-2020. Ils sont consultables sur un site dédié publié par Météo-France en novembre 2022.

## Urbanisme

### Typologie
Au 1er janvier 2024, Magnicourt est catégorisée commune rurale à habitat dispersé, selon la nouvelle grille communale de densité à 7 niveaux définie par l'Insee en 2022.
Elle est située hors unité urbaine. Par ailleurs la commune fait partie de l'aire d'attraction de Troyes, dont elle est une commune de la couronne,. Cette aire, qui regroupe 209 communes, est catégorisée dans les aires de 200 000 à moins de 700 000 habitants,.

### Occupation des sols
L'occupation des sols de la commune, telle qu'elle ressort de la base de données européenne d’occupation biophysique des sols Corine Land Cover (CLC), est marquée par l'importance des territoires agricoles (75,7 % en 2018), une proportion sensiblement équivalente à celle de 1990 (75,8 %). La répartition détaillée en 2018 est la suivante : 
terres arables (74,5 %), forêts (20,8 %), zones urbanisées (3,5 %), zones agricoles hétérogènes (1,2 %). L'évolution de l’occupation des sols de la commune et de ses infrastructures peut être observée sur les différentes représentations cartographiques du territoire : la carte de Cassini (XVIIIe siècle), la carte d'état-major (1820-1866) et les cartes ou photos aériennes de l'IGN pour la période actuelle (1950 à aujourd'hui).

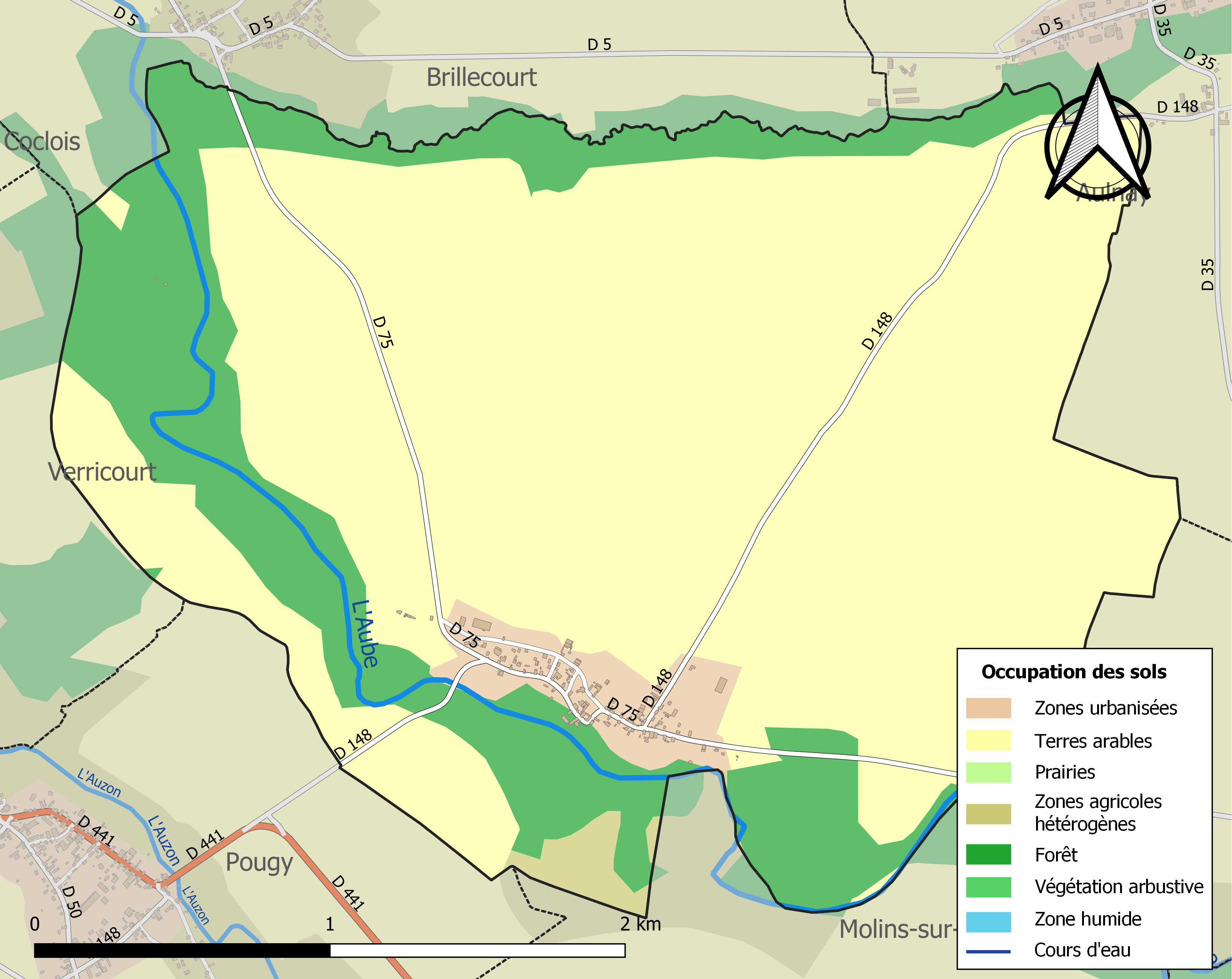
Carte des infrastructures et de l'occupation des sols de la commune en 2018 (CLC).

## Histoire
Le 31 mai 1663, M. de Machault, maître des requêtes en mission, propose de rendre l'Aube navigable de Magnicourt à son confluent avec la Seine, "à peu de frais", dit-il. Colbert refuse le projet.
Par ordonnance du roi Louis-Philippe en date du 26 mai 1846, est décidée la construction du pont sur l'Aube pour remplacer le gué utilisé jusque-là. L'ordonnance royale précise le tarif du péage.

## Politique et administration
| Période                                  | Période  | Identité                                              | Étiquette | Qualité              |
| ---------------------------------------- | -------- | ----------------------------------------------------- | --------- | -------------------- |
| mars 2001                                | En cours | M. Marcel Ceunebroucke Réélu pour le mandat 2020-2026 | DVD       | Agriculteur retraité |
| Les données manquantes sont à compléter. |          |                                                       |           |                      |

## Démographie
L'évolution du nombre d'habitants est connue à travers les recensements de la population effectués dans la commune depuis 1793. Pour les communes de moins de 10 000 habitants, une enquête de recensement portant sur toute la population est réalisée tous les cinq ans, les populations de référence des années intermédiaires étant quant à elles estimées par interpolation ou extrapolation. Pour la commune, le premier recensement exhaustif entrant dans le cadre du nouveau dispositif a été réalisé en 2007.

En 2022, la commune comptait 85 habitants, en évolution de +8,97 % par rapport à 2016 (Aube : +0,7 %, France hors Mayotte : +2,11 %).
| 1793 | 1800 | 1806 | 1821 | 1831 | 1836 | 1841 | 1846 | 1851 |
| ---- | ---- | ---- | ---- | ---- | ---- | ---- | ---- | ---- |
| 244  | 241  | 237  | 253  | 277  | 241  | 245  | 260  | 259  |

| 1856 | 1861 | 1866 | 1872 | 1876 | 1881 | 1886 | 1891 | 1896 |
| ---- | ---- | ---- | ---- | ---- | ---- | ---- | ---- | ---- |
| 231  | 232  | 200  | 187  | 187  | 158  | 153  | 141  | 123  |

| 1901 | 1906 | 1911 | 1921 | 1926 | 1931 | 1936 | 1946 | 1954 |
| ---- | ---- | ---- | ---- | ---- | ---- | ---- | ---- | ---- |
| 135  | 134  | 121  | 102  | 99   | 108  | 104  | 120  | 116  |

| 1962 | 1968 | 1975 | 1982 | 1990 | 1999 | 2006 | 2007 | 2012 |
| ---- | ---- | ---- | ---- | ---- | ---- | ---- | ---- | ---- |
| 94   | 81   | 70   | 82   | 79   | 69   | 67   | 67   | 68   |

| 2017 | 2022 | - | - | - | - | - | - | - |
| ---- | ---- | - | - | - | - | - | - | - |
| 82   | 85   | - | - | - | - | - | - | - |

## Lieux et monuments
- Église Saint-Vinebaud, XIIe siècle (nef et chœur romans) et XVIe siècle (reste de l'édifice).

## Personnalités liées à la commune
- les médaillés de Sainte-Hélène[25], habitants de Magnicourt :
  - Nicolas François Dattez, né le 6 janvier 1784 soldat au 69e de ligne de 1806 à 1814
  - Antoine Duc, né le 15 mars 1794, soldat au 1er bataillon du train d'équipage de 1813 à 1815
  - Pierre Haon, né le 21 février 1789, voltigeur au 14e léger de 1809 à 1815
  - Henry François Oudin, né le 12 septembre 1791, brigadier au 2e régiment de cuirassiers de la garde de 1813 à 1815
  - Alexandre Thomas, né le 22 décembre 1788, voltigeur au 1er régiment de voltigeurs de la jeune garde de 1809 à 1818
- Albert Grenier, 1878 - 1961, historien et archéologue français, enterré au cimetière de Magnicourt[26]